# Teresjky
Teresjky (ukrainska: Терешки) är en byråd (kommun) och by i Poltava rajon i Poltava oblast i Ukraina. Kommunen som består av två byar (också Kopyly) har 4742 (2004) och byn Teresjky 2 450 invånare (2001).
Byn ligger 4 km sydost om staden Poltava på järnvägslinjen Poltava—Krementjuk och nära floden Vorskla.